# Стадион Панкритио
Стадион Панкритио (грч. Παγκρήτιο Στάδιο) је вишенаменски спортски објекат који се налази у Ираклиону на острву Крит. Саграђен је 31. децембра 2003. године, а званично отворен 11. августа 2004. Као један од најмодернији спортских објеката у Грчкој, коришћен је за велики број спортских догађаја, између осталог и за фудбалске мечеве на Летњим олимпијским играма 2004.
Капацитет стадиона је 26.240 места за седење, а тренутно је домаћи терен ФК Ерготелис, а повремено га користи и фудбалска репрезентација Грчке.

## Локација
Стадион је стациониран на острву Крит, у граду Ираклион, у округу Лидо, западно од центра града. Налази се на око 50 метара од обале, а поред њега се налази спортска хала и отворени базен.

## Историја
Стадион је почео да се гради крајем осамдесетих година 20. века, међутим грађевински радови нису били на време завршени, а на крају су на неодређено време одложени. Када је Грчка добила организацију Летњих олимпијских игара 2004. године, почело се са поновном изградњом стадиона, 2001. године. Стадион је у потпуности изграђен 31. децембра 2003. године, а цена изградње била је 50.000.000 €.
Званично је отворен 11. августа 2004. године, а прва одиграна утакмица била је између фудбалске репрезентације Грчке и фудбалске репрезентације Швајцарске..
Због своје величине, старости и рангирања, стадион Панкритио је изабран као један од локација за играње фудбалских мечева у оквиру Летњих олимпијских игара 2004. и тада је на њему одиграно 12 мечева. Након завршетка Летњих олимпијских игара 2004., стадион је рентиран и узет на коришћење и за тренинг од стране ФК Ерготелис, а повремено и од стране фудбалске репрезентације Грчке.
Године 2006. стадион је коришћен за финале Купа Грчке у фудбалу сезоне 2005/2006. године, а то је уједно било и прво одиграно финале Купа Грчке у фудбалу у Ираклиону још од 1931. године.
Иако се првенствено сматра фудбалским стадионом, Панкритио се такође користио за организовање великих атлетских догађаја, као што је Атлетски Гранд Прикс Сикритлиа у оквиру Међународне асоцијације атлетских федерација, а био је један од стадиона на којем се организовало Европско екипно првенство у атлетици 2015. Стадион је такође коришћен за велики број музичких концерата, а највеће концерте на њему одржали су Дип перпл и Василис Папаконстатиноу, 6. маја 2011. године.
 Највише продатих карата икада на стадиону Панкритио било је 20. фебруара 2005. године на мечу између ФК Ерготелис и ФК Олимпијакос у оквиру Суперлиге Грчке у фудбалу. За овај меч продато је 27.950 карата, а домаћи тим славио је разултатом 2:1.

## Објекти стадиона
Спортски комплекс стадиона Панкритио садржи два фудбалска, главни стадион и терен за тренинг, а они су саграђени по свим међународним стандардима Уније европских фудбалских асоцијација. У оквиру спортског комлекса налази се 8 возних трака, 6 помоћних, затворена теретана, базен, вишенаменске хале за бокс, рвање, мачевање, плес, дизање тегова, стељаштво и текводно. Спортски комплекс поседује и веслачки симулатор, физиотерапеутску собу са сауном и вруће купатило.
Поред тога, на стадиону се налазе и семинарске сале за састанке, трпезарија и изложбена сала са изложбама са Летњих олимпијских игара 2004. и Специјалних летњих олимпијских игара 2011. године.
У непосредној близини спортског комплекса налази се отворени базен и отворена спортска хала "Лидо".

## Корисници стадиона
Стадион користи као домаћи терен ФК Ерготелис, још од његовог отварања 2004. године, одмах након Летњих олимпијских игара 2004.. ФК Ерготелис је почео са коришћењем стадиона након што је њихов стари стадион Никос Казантакис проглашен неприкладним за употребу на званичним утакмицама у било ком рангу фудбалског такмичења у Грчкој. Између 2006. и 2009. године, стадион је користио Ерготелисов ривал ФК ОФИ Крит, пре него што се вратио на њихов првобитни стадион Теодорос Вардиногианис.
Стадион Панкритио је повремено био домаћин фудбалске репрезентације Грчке, привлачећи велики број гледалаца са целог острва Крит.